# Communauté de communes du Val de l'Indre
La Communauté de communes du Val de l'Indre, aussi nommée par le sigle CCVI, est une ancienne communauté de communes française, située dans le département d'Indre-et-Loire et la région Centre-Val de Loire.
Cette structure disparaît le 1er janvier 2017, pour laisser place à la nouvelle communauté de communes Touraine Vallée de l'Indre.

## Géographie

### Composition
Elle est composée des communes suivantes, appartenant toutes au canton de Monts :
| Nom                | Code Insee | Gentilé         | Superficie (km2) | Population (dernière pop. légale) | Densité (hab./km2) |
| ------------------ | ---------- | --------------- | ---------------- | --------------------------------- | ------------------ |
| Sorigny (siège)    | 37250      | Sorignois       | 43,43            | 2 452 (2014)                      | 56                 |
| Artannes-sur-Indre | 37006      | Artannais       | 20,97            | 2 574 (2014)                      | 123                |
| Esvres             | 37104      | Esvriens        | 35,85            | 5 442 (2014)                      | 152                |
| Montbazon          | 37154      | Montbazonnais   | 6,50             | 4 140 (2014)                      | 637                |
| Monts              | 37159      | Montsois        | 27,28            | 7 697 (2014)                      | 282                |
| Saint-Branchs      | 37211      | Saint-Branchois | 51,16            | 2 589 (2014)                      | 51                 |
| Truyes             | 37263      | Troïciens       | 16,39            | 2 265 (2014)                      | 138                |
| Veigné             | 37266      | Vindiniens      | 26,58            | 6 139 (2014)                      | 231                |

## Historique
- 20 décembre 2000 : création de la communauté de communes

Fin 2015, la communauté de communes vote la dissolution du Syndicat intercommunal de Truyes-Esvres-Cormery dans le cadre du Schéma départemental de coopération intercommunale, la communauté de communes exerçant la compétence de distribution d'eau.

## Démographie
La communauté de communes du Val de l'Indre comptait 32 550 habitants (population légale INSEE) au 1er janvier 2013. La densité de population est de 143 hab./km2.

### Évolution démographique
| 1968   | 1975   | 1982   | 1990   | 1999   | 2007   | 2013   | - | - |
| ------ | ------ | ------ | ------ | ------ | ------ | ------ | - | - |
| 15 114 | 18 673 | 22 674 | 25 746 | 27 732 | 30 264 | 32 550 | - | - |

### Pyramides des âges
| Hommes | Classe d’âge | Femmes |
| ------ | ------------ | ------ |
| 1,68   | 80 ans ou +  | 2,71   |
| 5,82   | 65 à 79 ans  | 6,30   |
| 6,84   | 55 à 64 ans  | 6,79   |
| 11,35  | 40 à 54 ans  | 11,92  |
| 11,59  | 18 à 39 ans  | 11,25  |
| 8,68   | 6 à 17 ans   | 7,91   |
| 3,65   | 0 à 5 ans    | 3,49   |

| Hommes | Classe d’âge | Femmes |
| ------ | ------------ | ------ |
| 2,29   | 80 ans ou +  | 4,12   |
| 5,69   | 65 à 79 ans  | 6,87   |
| 6,24   | 55 à 64 ans  | 6,66   |
| 9,86   | 40 à 54 ans  | 10,22  |
| 13,25  | 18 à 39 ans  | 13,68  |
| 7,24   | 6 à 17 ans   | 7,05   |
| 3,53   | 0 à 5 ans    | 3,31   |

## Politique communautaire

### Représentation

#### Présidents de la communauté de communes
| Période | Période | Identité       | Étiquette | Qualité          |
| ------- | ------- | -------------- | --------- | ---------------- |
| 2002    | 2008    | Pierre Palat   | PS        | Maire de Sorigny |
| 2008    | 2014    | Jacques Durant | DVG       | Maire de Monts   |
| 2014    | 2016    | Alain Esnault  | UMP       | Maire de Sorigny |

### Compétences
- Développement économique
- Aménagement de l'espace communautaire
- Hydraulique
- Création ou aménagement et entretien de la voirie d'intérêt communautaire
- Politique du logement social d'intérêt communautaire et action, par des opérations d'intérêt communautaire, en faveur du logement des personnes défavorisées
- Élimination des déchets des ménages et assimilés
- Action sociale
- Équipements sportifs et culturels
- Lecture publique
- Tourisme

## Pour approfondir